# ノー・リグレッツ
「ノー・リグレッツ」(No Regrets)は、ロビー・ウィリアムズの楽曲。

## 概要
- 本曲は2枚目のスタジオ・アルバム『アイヴ・ビーン・エクスペクティング・ユー』からの2枚目のシングルとして発売された。
- バックコーラスにはペット・ショップ・ボーイズのニール・テナントとディヴァイン・コメディのニール・ハノンが参加している[2]。
- 2009年のBBCエレクトリック・プロムスでこの曲を歌唱する前に、ロビーはかつて所属していたグループ「テイク・ザット」についての曲だと語った。また、2008年に和解したことを明かし、歌詞の最後の言葉を「alive」に変更した。
- テイク・ザットのコンサート・ツアー『Progress Live』では「リライト・マイ・ファイア」を歌唱する前に本曲が歌唱された。
- 本作のカップリング曲としてデモ・バージョンが収録されている「Sexed Up」は、5枚目のスタジオ・アルバム『エスカポロジー』に完成したバージョンが収録され、シングルカットもされた。

## 収録曲
EU盤 CDシングル
1. No Regrets - 5:10
2. Antmusic - 3:31
3. Sexed Up (Demo Version) - 3:54
4. There She Goes (Live) - 2:51
5. There She Goes (Live - Enhanced Video) - 2:58